# Edvard, den svarte prinsen
Edvard, den svarte prinsen (engelska: Edward, the Black Prince), född 15 juni 1330 i Woodstocks slott i Oxfordshire, död 8 juni 1376 i Westminster, var hertig av Cornwall från 1337 och prins av Wales från 1343 och äldste son till kung Edvard III av England. Han uppvisade stor militär förmåga, bland annat som sextonåring i slaget vid Crécy och några år senare med segern i slaget vid Poitiers.

## Biografi
Edvards stora framgångar berodde på de walesiska bågskyttar som rekryterats till den engelska armén. England hade mycket av sina fortsatta militära framgångar att tacka för långbågens överlägsenhet gentemot armborsten, som användes på kontinenten. Han är också en av de första militära ledare som introducerade en uniform som han lät sina walesare bära då de på grund av sitt annorlunda språk kunde tas för fiender av de engelska styrkorna.
Prinsens av Wales emblem med strutsfjädrar och tillhörande motto Ich dien, ’jag tjänar’, sägs Edvard ha hämtat från kung Johan den blinde av Böhmen, som stred mot honom vid Crécy. Detta emblem och motto användes dock inte uteslutande av den svarte prinsen, utan också av hans bröder.
Edvard hade vuxit upp tillsammans med sin kusin Johanna av Kent. Efter hans kontroversiella giftermål med henne i oktober 1361 skickades han att härska över Akvitanien på sin fars vägnar. Under denna period fick han sönerna Edward och Rikard, varav den siste senare blev kung av England.
Runt tiden för deras yngste sons födelse lockades prinsen åter in i krig på kung Pedro den grymme av Kastiliens vägnar. Det resulterande slaget var en av Edvards största segrar, men kung Pedro dödades och det fanns inga medel att betala trupperna. Under tiden tvingades hans hustru att samla ytterligare en armé, eftersom hans fiender hotade Akvitanien i hans frånvaro. Med hårt ansatt hälsa och finanser blev han tvungen att överge administrationen av Akvitanien och återvända till England.
Under försök att sätta sig in i Englands styre gjorde han ett sista, avbrutet försök att rädda sin fars besittningar i Frankrike, men hans hälsa var nu helt bruten och han dog den 8 juni 1376 och efterlämnande sin unge son som arvinge till tronen. Han är begravd i katedralen i Canterbury.
Edvard kallas nuförtiden alltid ”den svarte prinsen”, trots att han aldrig var känd under detta namn medan han levde. Epitetet myntades åtminstone två hundra år efter hans död, och tros syfta på antingen färgen på hans pansar eller hans dåliga humör.